# 挪威軍團
挪威軍團（挪威語：Norske Legion），是二戰期間由挪威人組成的武装黨衛軍外国志願軍團。其作戰區域將是列寧格勒前線，最初，吉斯林希望部署超過3萬挪威軍團到芬蘭的拉普蘭，但這被德國人和芬蘭人拒絕。
在1942年全年多次反復圍攻列寧格勒但無功而回，它再次參與在1943年2月紅軍展開攻勢橫跨拉多加湖大作戰，因傷亡甚大1943年3月解散。
在戰爭後期如招募到挪威人多数编入新成立的親衛隊第11“北地”師。